# Nelsons Kängururatte
Nelsons Kängururatte (Dipodomys nelsoni) ist ein in Mexiko verbreitetes Nagetier in der Gattung der Kängururatten. Die Population wurde zeitweilig als Synonym der Fahnenschwanz-Kängururatte (Dipodomys spectabilis) geführt.

## Merkmale
Die Art ist mit einer Gesamtlänge von 258 bis 333 mm, inklusive eines 122 bis 199 mm langen Schwanzes und mit einem Gewicht von 55 bis 102 g ein großer Gattungsvertreter. Sie hat 44 bis 50 mm lange Hinterfüße und 12 bis 17 mm lange Ohren. Allgemein sind Weibchen etwas größer als Männchen. Nelsons Kängururatte ist durch einen großen Kopf mit großen Augen gekennzeichnet. Die dunkle gelbbraun Fellfarbe der Oberseite wird zu den Seiten hin intensiver und besitzt eine rötliche Tönung. Ein weiteres Merkmal ist die schwarze Oberseite an der hinteren Hälfte des Schwanzes. Es sind weiße Seitenstreifen auf den ersten 2/3 des Schwanzes vorhanden.

## Verbreitung
Die Nelsons Kängururatte lebt auf der mexikanischen Hochebene zwischen den Bundesstaaten Coahuila und Chihuahua im Norden sowie San Luis Potosí und Nuevo León im Süden. Sie hält sich in Wüsten mit spärlicher Vegetation auf. Typische Pflanzen zählen zu den Gattungen Larrea und Prosopis. Gewöhnlich sind Agave asperrima, Opuntia rastrera und Kordien vorhanden.

## Lebensweise

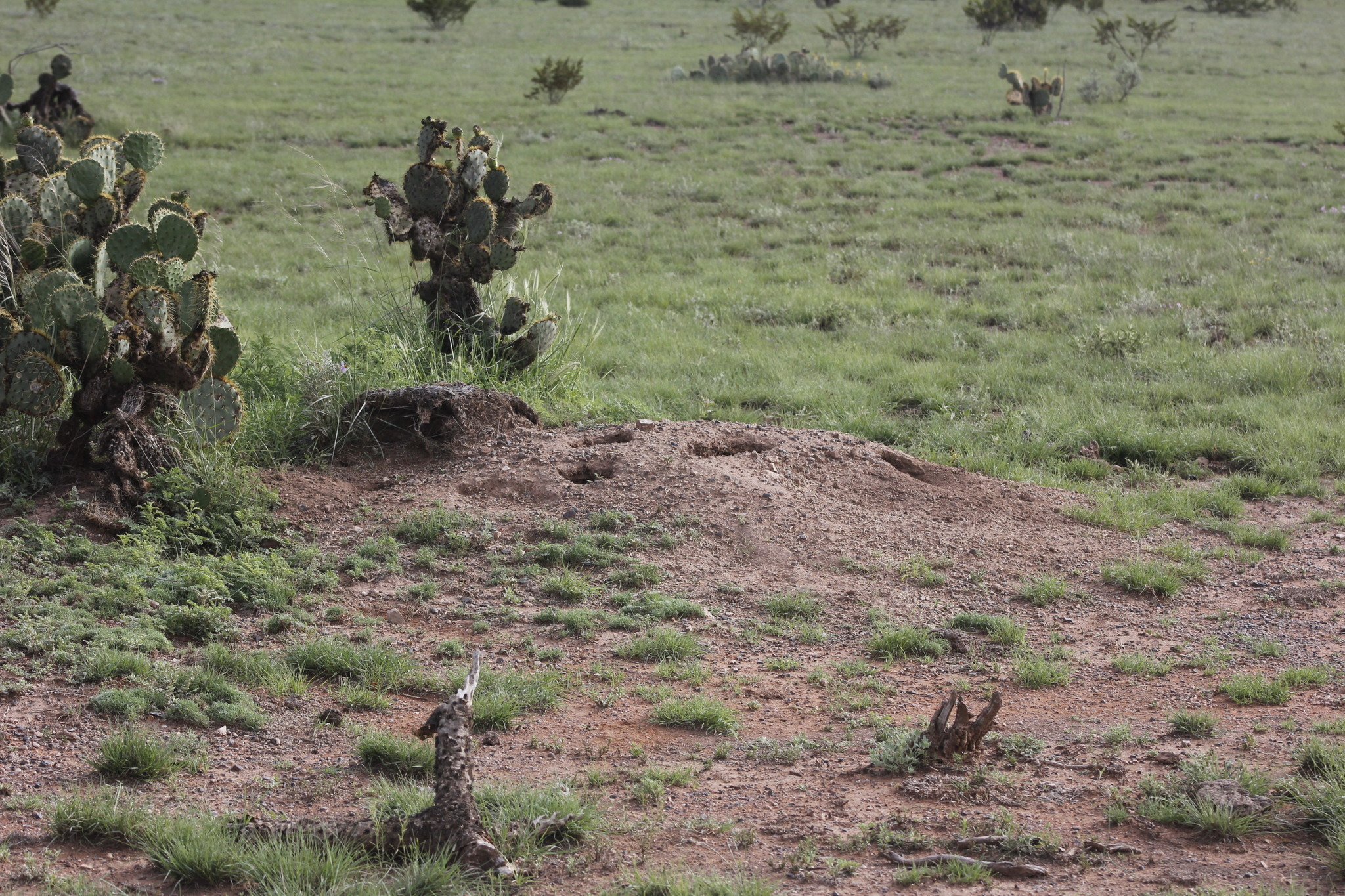
Bau einer Nelsons Kängururatte

Die Exemplare bauen kuppelförmige Baue mit bis zu sechs Eingängen. Im Bau befinden sich mehrere Gänge. Die Kuppel ist durchschnittlich 0,6 Meter hoch und hat einen Durchmesser von etwa 2,7 Meter. In Ausnahmefällen kann der Durchmesser 14 Meter betragen. Das Nest wird von einem Exemplar oder von einem Paar bewohnt. Die Nahrung besteht vorwiegend aus Pflanzensamen sowie aus grünen Pflanzenteilen und Insekten. Die Nelsons Kängururatte legt in ihrem Bau Vorräte an. Die Exemplare suchen in einem Jahr keine Orte auf, die weiter als 180 Meter von ihrem Nest entfernt liegen.
Weibchen können sich zu allen Jahreszeiten paaren und die meisten Nachkommen werden zwischen April und September geboren. Ein Wurf besteht meist aus Zwillingen und selten aus Drillingen.

## Gefährdung
Die IUCN listet die Art als nicht gefährdet (least concern) da keine Bedrohungen vorliegen und die Gesamtpopulation als stabil gilt.